# Universidad de la Prefectura de Hiroshima
La Universidad de la Prefectura de Hiroshima (県立広島大学 Kenritsu Hiroshima Daigaku) es una universidad pública en la prefectura de Hiroshima en Japón, establecida en 2005. 
Cuenta con tres campus, ubicados en estas ciudades: 
- Hiroshima (en el barrio de Minami)
- Shōbara
- Mihara